# 東立出版社
東立出版社（とうりつしゅっぱんしゃ）は、台湾の出版社。

## 概要
1977年に台南市で創業。1979年に台北市へ本社を移転して以降、日本の漫画作品を繁体字中国語に翻訳して出版して膨大な利益を上げるが、当時の台湾は著作権の保護に関する国際条約に加盟していなかったことから、これらの翻訳出版はほとんどが日本国内の著作権者に無断で行われたものであり、批判に晒されていた。
1991年、台湾が世界貿易機関 (WTO) 加盟の条件を整えるために著作権法を抜本改正したことに前後し、日本の出版社からのライセンス取得を進め、1992年に『ドラゴンボール』『幽☆遊☆白書』『クレヨンしんちゃん』のライセンスを取得した。これ以後は、他の出版社も最大手の東立に倣ってライセンスの取得を進めるようになった。
台湾出身の漫画家を育成し、海外に発信することを目的に「東立漫画新人賞」を実施している。

## 出版物
創業以来、現在に至るまで日本の漫画作品が主力商品であることに変わりは無く、特に集英社・講談社・少年画報社の作品を数多く出版している。
近年は他社が力を入れているライトノベルの翻訳出版にも乗り出しており、MF文庫J（メディアファクトリー）・HJ文庫（ホビージャパン・独占契約）・電撃文庫（アスキー・メディアワークス）のラインナップを中心に刊行している。